# Queen of Tsawwassen
Die Queen of Tsawwassen (seit 2012 Inlet Explorer) ist ein 1960 in Dienst gestelltes, ehemaliges Fährschiff der kanadischen Reederei BC Ferries. Sie blieb bis 2008 auf verschiedenen Routen im Einsatz und diente danach bis 2022 als schwimmendes Holzfällerlager.

## Geschichte
Die Queen of Tsawwassen wurde am 9. Mai 1959 als Tsawwassen in der Werft des Burrard Dry Dock in Vancouver auf Kiel gelegt und lief am 28. November 1959 vom Stapel. Nach ihrer Ablieferung nahm sie im Mai 1960 den Fährbetrieb zwischen Swartz Bay Ferry Terminal zum Tsawwassen Ferry Terminal auf. Gemeinsam mit ihrem im selben Monat abgelieferten Schwesterschiff Sidney (später Queen of Sidney) bildete sie die Sidney-Klasse. Der Entwurf beider Schiffe basierte auf der 1959 in Dienst gestellten Coho.
1963 erhielt die Tsawwassen den Namen Queen of Tsawwassen. In den folgenden 45 Jahren wurde sie auf verschiedenen Strecken von BC Ferries eingesetzt. Während ihr Schwesterschiff bereits 2000 ausgemustert wurde, versah die Queen of Tsawwassen noch weitere acht Jahre lang ihren Dienst und wurde erst im Frühjahr 2008 zum Verkauf angeboten. Im selben Jahr beendete das 48 Jahre alte Schiff seine aktive Dienstzeit.
Das in Inlet Explorer umbenannte Schiff wurde zum schwimmenden Holzfällerlager mit Unterkünften für die dort tätigen Arbeiter umgebaut und anschließend zunächst bei Vancouver Island eingesetzt. Seit 2013 lag es im Toba Inlet. Nach mehreren Besitzerwechseln wurde die zuletzt seit 2018 von der in Oregon ansässigen Croman Corporation betriebene Inlet Explorer 2022 erneut zum Verkauf angeboten und im November 2022 nach Port Mellon geschleppt, wo mit der Carrier Princess bereits eine weitere, kleinere Fähre aufliegt. Da in Port Mellon zukünftig eine Abwrackwerft entstehen soll, erscheint ein Abbruch der ehemaligen Queen of Tsawwassen als wahrscheinlich.